# Zonosagitta bedoti
Zonosagitta bedoti är en djurart som tillhör fylumet pilmaskar, och som först beskrevs av Beraneck 1895.  Zonosagitta bedoti ingår i släktet Zonosagitta och familjen Sagittidae. Inga underarter finns listade i Catalogue of Life.